# Phaeographina exilior
Phaeographina exilior är en lavart som först beskrevs av Vain., och fick sitt nu gällande namn av Alexander Zahlbruckner. Phaeographina exilior ingår i släktet Phaeographina och familjen Graphidaceae.   Inga underarter finns listade i Catalogue of Life.